# Езотеричні мови програмування
Езотери́чні мо́ви програмува́ння — вид мов програмування, не призначених для практичного застосування. Зразок комп'ютерного гумору.
Езотеричні мови придумуються для розваги, часто вони пародіюють «справжні» або є абсурдним втіленням «серйозних» концепцій програмування. Деякі езотеричні мови спеціально обмежені, (як, наприклад, мова HQ9+), інші — універсальні і володіють тюрінговою повнотою. Загальна властивість будь-якої езотеричної мови — текст програми на ній зрозумілий лише «обізнаному». Тоді як розробники «реальних» мов програмування прагнуть зробити синтаксис максимально зрозумілим, а програмування — зручним, творці езотеричних мов зазвичай розв'язують протилежну задачу.
У цілому такі мови позбавлені користі, проте програмування деякими з них є непоганим тренуванням на кшталт вирішення логічних головоломок або ігор розуму. Езотеричні мови нерідко включають у список дозволених мов на конкурсах з програмування.

## Історія
Першим і досі канонічним прикладом езотеричної мови програмування є INTERCAL, розроблений у 1972 році Доном Вудсом і Джеймсом М. Лайоном, які заявили, що їхнім наміром було створити мову програмування, не схожу на жодну з відомих їм. Вона пародіювала елементи відомих на той час мов програмування, таких як Фортран, COBOL і мова асемблера.
Протягом багатьох років INTERCAL був представлений лише паперовими копіями посібника INTERCAL. Його відродження в 1990 році у вигляді реалізації на мові C під Unix стимулювало хвилю інтересу до навмисного проєктування езотеричних комп'ютерних мов.
У 1993 році Воутер ван Оортмерсен створив FALSE, невелику стек-орієнтовану мову програмування з синтаксисом, розробленим таким чином, щоб зробити код за своєю суттю затуманеним, заплутаним і нечитабельним. Її компілятор має розмір лише 1024 байти. Це надихнуло Урбана Мюллера на створення ще меншої мови, сумнозвісної Brainfuck, яка складається лише з восьми розпізнаваних символів. Разом з Befunge Кріса Прессі (як FALSE, але з двовимірним покажчиком інструкцій), Brainfuck зараз є однією з найкраще підтримуваних езотеричних мов програмування, з канонічними прикладами мінімальних тарпітів Тьюрінга і безглуздо заплутаних мовних особливостей. Brainfuck відноситься до сімейства P′′ машин Тюрінга. 

## Список деяких езотеричних мов
- INTERCAL — подібні
  - INTERCAL
  - FALSE
  - Brainfuck
    - Ook! (мова орангутанів)
    - COW (мова парнокопитних)

  - Brainfork (багатозадачний Brainfuck)
  - F*ckF*ck
  - DoubleFuck
  - Whitespace
- Фунгеоїдні
  - Befunge (двомірний)
  - Befunge-93 (двомірний не повний за Тюрінгом)
  - Unefunge (одновимірний)
  - Trefunge (тривимірний)
  - 4DL (чотиривимірний)
  - Piet (з колірним кодуванням)
- Мови, створені для перевірки математичних концепцій
  - SKRYPT
  - Thue
  - Unlambda
- Засновані на копіюванні власного коду
  - Smetana
  - SMITH
  - Muriel
- Мови — «Чорні ящики»
  - Malbolge
  - ALPACA
- З літературним синтаксисом
  - Chef(інші мови) (рецепти)
  - Shakespeare (Шекспірівські п'єси)
  - Haifu (вірші хокку)
- З нелюдською логікою
  - var'aq (логіка раси Клінгонів з серіалу «Star Trek»)
- Мови, що створювалися для інших цілей, але такі, що часто наводяться у списках езотеричних
  - APL
  - SNOBOL
  - Quake C
  - MC++
  - Автокод «ІНЖЕНЕР»(для комп'ютерів «Мінськ»)
- Інші
  - Beatnik
  - СВН — «Програмування знизу до верху навскоси»
  - emoticon
  - FRACTRAN — запропонована Джоном Конвеєм мова програмування, у якій програма має вигляд списку додатних дробів.
  - GOTO++
  - HQ9+
  - iot
  - Lazy K
  - Lithp
  - paranoid
  - reMorse
  - SARTRE
  - SIMPLE
  - smilescript
  - Spaghetti
  - Whenever